# Vanda concolor
Die Orchidee Vanda concolor ist eine epiphytisch wachsende Pflanze aus Südostasien. Sie wird gelegentlich als Zierpflanze verwendet.

## Beschreibung
Vanda concolor wächst als monopodialer Epiphyt. Der Spross erreicht eine Länge von 4 bis 13 cm bei 0,4 bis 1 cm Durchmesser. Die zweizeilig angeordneten, ledrigen Blätter sind 15 bis 30 cm lang und 1 bis 3 cm breit. Die Spitze ist asymmetrisch zweilappig.
Im April bis Mai erscheinen ein oder zwei Blütenstände jeweils aus einer Blattachsel. Die Blütenstandsachse ist 11 bis 17 cm lang, vier bis acht Blüten stehen in der vorderen Hälfte. Die ovalen Tragblätter sind 3 bis 5 mm lang und 2 bis 3 mm breit, sie enden spitz. Blütenstiel und Fruchtknoten sind weiß und messen 2 bis 4,5 cm. Die duftenden Blüten sind fleischig, auf der Außenseite weiß, innen gelb bis braun, sie öffnen sich weit, ihr Durchmesser beträgt 3 bis 4 cm. Die Sepalen sind länglich umgekehrt-eiförmig, 1,6 bis 2 cm lang und 0,6 bis 1,2 cm breit, an der Basis für ein kurzes Stück abrupt verschmälert (genagelt), die Ränder leicht gewellt. Die Petalen sind ähnlich geformt, aber etwas kleiner. Die Lippe besitzt an der Basis einen weißen, zylindrischen, etwas spitz endenden Sporn. Die Seitenlappen der dreilappigen Lippe stehen aufrecht und sind weiß mit rötlichen Punkten. Das Ende des Mittellappens ist zweilappig. Die fünf oder sechs längs der Lippe verlaufenden Kiele sind mit Papillen besetzt. Die weiße Säule ist 0,6 bis 0,7 cm lang, mit gelbem Staubblatt.
Die Chromosomenzahl beträgt 2n=38 oder 2n=76.

## Verbreitung
Vanda concolor ist in Südostasien beheimatet, ihr Verbreitungsgebiet erstreckt sich über die chinesischen Provinzen Guangxi, Guizhou und Yunnan bis nach Vietnam. Sie kommt in Höhenlagen von 700 bis 1600 Meter vor. Sie wächst als Epiphyt an Baumstämmen oder an Felsen am Waldrand.

## Systematik und botanische Geschichte
Vanda concolor wurde 1849 von Carl Ludwig Blume im vierten Band seines Werkes Rumphia Seite 49 beschrieben. Synonyme sind Vanda esquirolii Schltr., Vanda roxburghii var. unicolor Hook. und Vanda guangxiensis Fowlie.

## Belege
1. 1 2 3 4  
Alexandra Bell, Xinqi Chen: Vanda. In: Wu Zhengyi, Peter H. Raven (Hrsg.): Flora of China. Band 25. Missouri Botanical Garden Press, St. Louis 2009, S. 472 (efloras.org).
2. ↑  Vanda concolor. In: POWO = Plants of the World Online von Board of Trustees of the Royal Botanic Gardens, Kew: Kew Science, abgerufen am 10. April 2020.